# Escuela de Artes y Oficios Artísticos de Toledo
La Escuela de Artes y Oficios de la ciudad española de Toledo se levantó en 1882 según proyecto de Arturo Mélida. En el conjunto de edificios y jardines que actualmente se conserva hay que distinguir dos momentos muy claros. De un lado, el edificio realizado en 1882 por Mélida, alzado sobre el segundo claustro de San Juan de los Reyes (destruido por las tropas francesas), y de otra parte, el edificio que, aislado del anterior, se levanta en 1925 sobre el convento de Santa Ana, cuya capilla se conserva incorporada al edificio actual. 

## Descripción
La fachada cuenta con una entrada doble, que es la doble cara de un cubo maclado en plano, centrando una organización axial tan simple como rica. A los lados vemos los testeros de dos crujías cuyas cubiertas a dos aguas quedan ocultas por un sistema que consiste en alzar el plano de la fachada de modo que no se vea el ángulo formado por las cubiertas. La vistosa composición de los cuerpos laterales, con labores en ladrillo, y el monumental escudo de los Reyes Católicos, con el águila de San Juan, todo ello en cerámica vidriada, los utilizó el mismo Mélida en el pabellón español de la Exposición Universal de París de 1889. Ladrillo, piedra, cerámica vidriada, hierro, madera y todo un elenco formal de original dibujo son los materiales empleados en la fachada. Sobre la entrada, una inscripción en letra «gótica» recuerda que la Escuela se hizo «reinando Alfonso XII». Hay además otros dos accesos de curiosísima traza, cuyo tamaño y proporción contrastan con la entrada principal. En todo el edificio se mantiene esta doble proporción, por ejemplo en las amplias cajas de escaleras principales, en las espaciosas aulas y talleres, en los pequeños patios que iluminan, a través de arcos lobulados, unos pasillos largos y de techo bajo. 
En el costado sur se conserva un magnífico invernadero, en hierro y vidrio, de formas góticas. 
La necesidad de ampliación de la Escuela llevó a la construcción de un nuevo edificio, que se desarrolla en torno a un patio de dos plantas: La baja con columnas de granito y la alta con pies derechos.